# Bronisław Peikert
Bronisław Peikert (ur. 26 lutego 1946) – polski wojskowy, generał brygady Wojska Polskiego.

## Życiorys
Absolwent Technikum Łączności w Poznaniu (1962). Po zdaniu egzaminów do Wojskowej Akademii Technicznej im. Jarosława Dąbrowskiego, zgodnie z obowiązującymi wówczas przepisami od października 1962 do lutego 1963 pełnił zasadniczą służbę wojskową w 22 samodzielnym batalionie radiotechnicznym. Od 1963 studiował na Wydziale Elektrotechnicznym Wojskowej Akademii Technicznej w Warszawie. W styczniu 1966 awansował do stopnia podporucznika i został skierowany na dalsze studia do Kijowskiej Wyższej Radiotechnicznej Szkoły Inżynieryjnej Obrony Powietrznej w Kijowie. Po ukończeniu studiów uzyskał nostryfikację dyplomu w WAT i uzyskał tytuł magistra inżyniera radioelektroniki w specjalności systemy kierowania. 
W sierpniu 1968 został skierowany do dyspozycji dowódcy 1 Korpusu OPK. W październiku 1968 został inżynierem dyżurnym w 2 pułku radiotechnicznym, a w styczniu 1969 kierownikiem sekcji radiolokacji w 18 samodzielnym batalionie radiotechnicznym. Od 1974 był szefem służb technicznych 31 batalionu radiotechnicznego, a następnie dowódcą tego batalionu. W marcu 1984 został szefem sztabu 3 Brygady Radiotechnicznej we Wrocławiu, a w lutym 1986 objął dowództwo brygady. W 1989 ukończył Podyplomowe Studium Operacyjno-Strategiczne w Akademii Sztabu Generalnego WP im. gen. broni Karola Świerczewskiego w Rembertowie. Od lutego 1989 był zastępcą Szefa Wojsk Radiotechnicznych Wojsk Obrony Powietrznej Kraju, a połączeniu Wojsk Lotniczych i Wojsk OPK w lipcu 1990 był zastępcą szefa Wojsk Radiotechnicznych Wojsk Lotniczych i Obrony Powietrznej.
W latach 1991–1994 był komendantem Wyższej Oficerskiej Szkoły Radiotechnicznej im. kpt. Sylwestra Bartosika (WOSR) w Jeleniej Górze, piastując tę funkcję aż do rozwiązania placówki, a następnie był komendantem powołanego na bazie zlikwidowanej szkoły oficerskiej Centrum Szkolenia Radioelektronicznego. W 1991 Rada Wydziału Wojsk Lotniczych i Obrony Powietrznej Akademii Obrony Narodowej nadała mu tytuł doktora nauk wojskowych. Awans na generała brygady uzyskał na mocy postanowienia Prezydenta RP z 3 maja 1996 roku. Nominację wręczył mu Prezydent RP Aleksander Kwaśniewski. 
W 2003 roku przeszedł w stan spoczynku i osiadł w Jeleniej Górze.
Był aktywnym uczestnikiem ruchu racjonalizatorsko-nowatorskiego w wojsku, autorem i współautorem 26 projektów. Dowodzona przez niego 3 Brygada Radiotechniczna uzyskiwała bardzo dobre wyniki.

## Awanse
W trakcie wieloletniej służby w Wojsku Polskim otrzymywał awanse na kolejne stopnie wojskowe:
- podporucznik – 1966
- porucznik – 1969
- kapitan – 1973
- major – 1978
- podpułkownik – 1982
- pułkownik – 1986
- generał brygady – 3 maja 1996

## Odznaczenia
- Krzyż Kawalerski Orderu Odrodzenia Polski (1988)
- Złoty Krzyż Zasługi (1981)
- Srebrny Krzyż Zasługi (1976)
- Złoty Medal „Siły Zbrojne w Służbie Ojczyzny”
- Srebrny Medal Siły Zbrojne w Służbie Ojczyzny
- Brązowy Medal Siły Zbrojne w Służbie Ojczyzny
- Złoty Medal „Za zasługi dla obronności kraju”
- Srebrny Medal „Za zasługi dla obronności kraju”
- Brązowy Medal „Za zasługi dla obronności kraju”
- inne odznaczenia i wyróżnienia

## Życie prywatne
Syn Andrzeja i Marii z domu Maćkowiak. Od 1966 żonaty z Janiną z domu Nowak, fizykiem, dwóch synów